# Pessac
Pessac település Franciaországban, Gironde megyében. Lakosainak száma 66 874 fő (2022. január 1.). Pessac Mérignac, Bordeaux, Cestas, Talence, Gradignan, Canéjan és Saint-Jean-d’Illac községekkel határos.

## Népesség
A település népességének változása:
| Lakosok száma | 36 986 | 50 267 | 56 143 | 57 187 | 58 743 | 61 332 | 63 808 | 64 374 | 65 866 | 66 874 |
|               | 1968   | 1982   | 1999   | 2006   | 2011   | 2015   | 2017   | 2018   | 2020   | 2022   |